# ريتشارد إدر
ريتشارد إدر (بالإنجليزية: Richard Eder)‏ هو صحفي أمريكي، ولد في 16 أغسطس 1932 في واشنطن العاصمة في الولايات المتحدة، وتوفي في 21 نوفمبر 2014 في بوسطن في الولايات المتحدة بسبب ذات الرئة.

## وصلات خارجية
- ريتشارد إدر على موقع IMDb (الإنجليزية)